# قشلاق قرة جالو حاجي صادق (مقاطعة بيله سوار)
قشلاق قرة جالو حاجي صادق (بالفارسية: قشلاق قره جالوحاجی صادق) هي منطقة سكنية تقع في إيران في أردبيل. يقدر عدد سكانها بـ 47 نسمة .